# Mesocyclops aspericornis
Mesocyclops aspericornis är en kräftdjursart som först beskrevs av Daday 1906.  Mesocyclops aspericornis ingår i släktet Mesocyclops och familjen Cyclopidae. Inga underarter finns listade i Catalogue of Life.